# 小笠原大介
小笠原 大介（おがさわら だいすけ、1974年5月17日 - ）はRBC琉球放送報道制作局報道部所属のスポーツキャスター。
東京都杉並区出身、亜細亜大学法学部卒業。2004年3月入社。在ロサンゼルス日本国総領事館勤務の後、東京で通訳として働く。大学時代はシアトルに留学しており英語が堪能である。

## 出演番組

### 現在の担当番組
- テレビ
  - RBC THE NEWS (スポーツコーナー担当)
- ラジオ
  - 超!!FC琉球

### 過去の担当番組
- テレビ
  - RBCニュース ライブi (スポーツコーナー担当)